# Saissetia minensis
Saissetia minensis är en insektsart som beskrevs av Hempel 1932. Saissetia minensis ingår i släktet Saissetia och familjen skålsköldlöss. Inga underarter finns listade i Catalogue of Life.